# Río Pastos Largos
El río Pastos Largos o quebrada Pastos Largos es un curso natural de agua que nace en las serranías de los cerros de la sal, ubicados entre el salar de Pedernales y el salar de Maricunga en la Región de Atacama, fluye hacia el norte y desemboca en el río La Ola.

## Trayecto
El río nace en los cerros de la sal hasta la confluencia con la quebrada Cerros Bravos para dar origen al río La Ola. 

## Caudal y régimen
El río tiene un régimen escaso y seco

## Historia
Luis Risopatrón lo describe en su Diccionario jeográfico de Chile (1924) sobre el río:
Pastos Largos (Rio). Afluye del W a la márjen W de la parte superior de la quebrada del mismo nombre; ofrece bastante agua, vegas i regular cantidad de pasto en la parte superior de su cajón i poco pasto en la parte inferior. 117, p. 99 i 127; 134; i 156.
También lo describe como una quebrada:
Pastos Largos (Quebrada de). Ofrece vegas i leña, nace en las cercanías de los cerros de La Sal, donde satura sus aguas con sales i corre hacía el N, para desembocar en la de La Ola, del salar de Pedernales. 93; p. XXVIII; 98, III, p. 158 i carta de San Román (1892); i 156; arroyo en 98, 1, p. 81; i paraje en 155, p. 524; i vega de Pasto Largo en 1, X, p. 209 i 253.